# Malin Åkerman
Malin Maria Åkerman (Stockholm, 12 mei 1978) is een Zweeds-Amerikaans model, actrice en voormalig zangeres. 

## Levensloop
Åkerman werd geboren in Zweden, maar verhuisde op haar tweede met haar ouders naar Canada. Ze is de dochter van Pia Åkerman Sundström, die eveneens als model werkte en van Magnus Åkerman, een verzekeringsagent. Haar vader verhuisde weer naar Zweden nadat zijn huwelijk met Åkermans moeder stukliep, maar zij bleef met haar moeder in Canada wonen. Åkerman won vervolgens op haar zeventiende de Ford Supermodel of Canada-competitie. Zodoende kwam ze in reclamespotjes voor het eerst voor de camera aan het werk. Na een tijd besloot ze een carrière als actrice na te jagen.
Ze werd in 2009 genomineerd voor zowel een Saturn Award als een Teen Choice Award voor haar bijrol als Laurie Jupiter in de comicbook-verfilming Watchmen. Åkerman was in 1997 voor het eerst op televisie te zien, tijdens een eenmalige gastrol in de televisieserie Earth: Final Conflict. Drie jaar later maakte ze haar filmdebuut met een miniem naamloos rolletje in The Skulls, waarop ze in 2002 voor het eerst mét naam (als Tess) verscheen in de thriller The Circle.
In 2005 zat Åkerman als zangeres bij de Amerikaanse alternatieve rockband The Petalstones.
In 2024 presenteerde ze samen met Petra Mede het Eurovisiesongfestival in Malmö.

## Privéleven
Åkerman trouwde in juni 2007 met Roberto Zincone, met wie ze in april 2013 zoon Sebastian Zincone kreeg. Hun huwelijk liep in 2014 stuk. Åkerman hertrouwde in 2018 met acteur Jack Donnelly.

## Filmografie
*Exclusief televisiefilms
| - En del av mitt hjärta (2019) - To the Stars (2019) - Rampage: Big Meets Bigger (2018) - The Ticket (2016) - Misconduct (2016) - The Final Girls (2015) - I'll See You in My Dreams (2015) - CBGB (2013) - The Numbers Station (2013) - Cottage Country (2013) - Hotel Noir (2012) - Stolen (2012) - The Giant Mechanical Man (2012) - Rock of Ages (2012) - Wanderlust (2012) - Catch .44 (2011) - The Bang Bang Club (2010) | - Elektra Luxx (2010) - The Romantics (2010) - Happythankyoumoreplease (2010) - Elektra Luxx (2010) - Couples Retreat (2009) - The Proposal (2009) - Watchmen (2009) - 27 Dresses (2008) - Heavy Petting (2007) - The Heartbreak Kid (2007) - The Brothers Solomon (2007) - The Invasion (2007) - Harold & Kumar Go to White Castle (2004) - The Utopian Society (2003) - The Circle (2002) - Shotgun Love Dolls (2001, televisiefilm) - The Skulls (2000) |

## Televisieseries
*Exclusief eenmalige gastrollen
- Dollface - Celeste (2019, vijf afleveringen)
- Billions - Lara Axelrod (2016-...)
- Sin City Saints - Dusty Halford (2015, acht afleveringen)
- Newsreaders - Ingrid Hagerstown (2013-2014, twee afleveringen)
- Trophy Wife - Kate Harrison (2013-2014, 22 afleveringen)
- Childrens Hospital - Dr. Valerie Flame + één keer Ingrid Hagerstown (2010-2016, 42 afleveringen)
- Suburgatory - Alex (2012-2013, drie afleveringen)
- Burning Love - Willow (2012-2013, acht afleveringen)
- Funny or Die Presents... - Verschillend (2010, vier afleveringen)
- Entourage - Tori (2006, twee afleveringen)
- The Comeback - Juna Millken (2005-2014, vijftien afleveringen)

- Bibsys: 8056114
- Biblioteca Nacional de España: XX4924039
- Bibliothèque nationale de France: cb157803863 (data)
- Catàleg d'autoritats de noms i títols de Catalunya: 981058513733306706
- CiNii: DA17026745
- Gemeinsame Normdatei: 139361766
- International Standard Name Identifier: 0000 0001 2130 6437
- Library of Congress Control Number: n2008058278
- MusicBrainz: 7e2cd16f-3178-4544-9494-2f4acbedaf69
- Nationale Bibliotheek van Tsjechië: xx0225201
- Nationale Bibliotheek van Israël: 987007461373505171
- Nationale Bibliotheek van Polen: a1000001095089
- Nederlandse Thesaurus van Auteursnamen: 321690168
- Système universitaire de documentation: 158936159
- Virtual International Authority File: 44633823
- WorldCat: E39PBJmHHVkXrxFTDrfJCdT4MP